# Галицинівська сільська територіальна громада
Галицинівська сільська територіальна громада — територіальна громада в Україні, у Миколаївському районі Миколаївської області. Адміністративний центр — село Галицинове.
Площа громади — 311,35 км², населення — 7696 мешканців (2018).
Утворена 17 серпня 2016 року шляхом об'єднання Галицинівської, Лиманівської, Прибузької та Української сільських рад Вітовського району.

## Населені пункти
До складу громади входять 6 населених пунктів — 1 селище і 5 сіл:
| Населений пункт | Населення (2015) |
| --------------- | ---------------- |
| Галицинове      | 2551             |
| Лимани          | 2400             |
| Прибузьке       | 1472             |
| Українка        | 1213             |
| Лупареве        | 1170             |
| Степова Долина  | 179              |